# Associazioni Italiane in Sud America

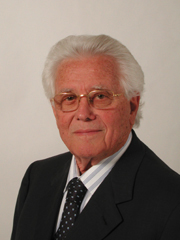
Luigi Pallaro, fondatore della lista Associazioni Italiane in Sud America

Le Associazioni Italiane in Sud America furono una lista elettorale, costituita da Luigi Pallaro nel 2005, che partecipò alle elezioni politiche in Italia del 2006 nella ripartizione America meridionale della circoscrizione Estero.
Con quasi un terzo dei voti ottenuti, risultò il partito più votato del Sudamerica e riuscì così a conquistare un seggio alla Camera dei deputati ed uno al Senato della Repubblica, mandando in Parlamento rispettivamente Ricardo Antonio Merlo (che poi fondò il Movimento Associativo Italiani all'Estero, con cui è stato successivamente rieletto) e lo stesso Luigi Pallaro, che non venne poi rieletto nel 2008.
Il successo della lista, particolarmente significativo in Brasile (37,66% di voti) e soprattutto in Uruguay (48,6% dei voti), fu dovuto al fatto che gli emigrati in sudamerica non erano legati ai partiti nazionali in Italia, ma erano molto più in contatto con i movimenti associativi fra emigrati italiani: secondo i fondatori della lista, infatti, l'identità italiana in Sudamerica era basata sull'associazionismo, tanto che le differenze ideologiche passavano in secondo piano. La campagna elettorale venne basata unicamente sulla difesa corporativa ed apolitica degli interessi degli emigrati italiani in sudamerica.
La lista Associazioni Italiane in Sud America fu quindi l'unico partito indipendente della XV Legislatura, in quanto non appartenente né alla coalizione di centro-sinistra de L'Unione, né a quella di centro-destra della Casa delle Libertà. Pur disponendo di un solo eletto, la sua posizione risultò particolarmente rilevante a causa della strettissima maggioranza in essere al Senato (158 senatori di centro-sinistra contro 156 di centro-destra): la presenza in aula del senatore Pallaro risultò infatti determinante in molte occasioni, tra cui la nascita e la caduta del governo Prodi II.
Nel 2008 la lista dell'AISA non elesse nessun rappresentante in parlamento. Da allora il partito diventò inattivo.

## Risultati elettorali
|                         |        | Voti   | %    | Seggi  |
| Politiche 2006 - Estero | Camera | 99.817 | 10,3 | 1 / 12 |
| Politiche 2006 - Estero | Senato | 85.745 | 9,6  | 1 / 6  |
| Politiche 2008 - Estero | Camera | 61.610 | 6,1  | 0 / 12 |
| Politiche 2008 - Estero | Senato | 58.058 | 6,2  | 0 / 6  |